# Éclaires
Pour l’article ayant un titre homophone, voir Éclair.
Éclaires est une commune française, située dans le département de la Marne en région Grand Est.

## Géographie

### Localisation
Éclaires se trouve à l'est du département de la Marne, en région Grand Est, à la limite avec le département de la Meuse. La commune appartient à la région agricole de l'Argonne. L'intersection du 49e parallèle nord et du 5e méridien à l'est de Greenwich se trouve sur le territoire de la commune (voir aussi le Degree Confluence Project).
La commune d'Éclaires s'étend sur une superficie de 1 096 hectares. Les cours d'eau du Tabas et de l'Èvre se rejoignent à Éclaires pour former le Hardillon, qui se jette dans l'Aisne au Chemin. Les deux hameaux de Grigny (sur le Tabas) et Gumont (sur l'Èvre) se trouvent à l'est du village principal. La partie sud du territoire comprend les terres autour de la Ferme de Vernaux Fays.
Sur son territoire, l'altitude varie de 148 à 220 mètres. Le point culminant de la commune se trouve à l'extrémité nord-est du territoire, à la Côte de Brémont.
Par la route, Éclaires se situe à 63 km de Châlons-en-Champagne, préfecture de la Marne, à 35 km de Bar-le-Duc, préfecture de la Meuse, et à 17 km de Sainte-Menehould, bureau centralisateur du canton d'Argonne Suippe et Vesle dont dépend Éclaires depuis 2015. La commune fait en outre partie du bassin de vie de Sainte-Menehould.
Éclaires est limitrophe de 7 communes :
| Le Chemin          | Passavant-en-Argonne | Beaulieu-en-Argonne Meuse |
| Le Vieil-Dampierre | Éclaires             | Brizeaux Meuse            |
|                    | Les Charmontois      | Seuil-d'Argonne Meuse     |

### Hydrographie
La commune est dans la région hydrographique « la Seine du confluent de l'Oise (inclus) à l'embouchure » au sein du bassin Seine-Normandie. Elle est drainée par l'Aisne, la rivière Hardillon, l'Evre, le Grand Fossé des Bois, la rivière Hardillon, le cours d'eau 03 de la commune de Seuil d'Argonne, le Fossé 01 de la commune de Passavant-en-Argonne, le Fossé 02 de la commune d'Eclaires, le Fossé 03 de la commune de Passavant-en-Argonne et le ruisseau de Vernaux Fays,.
L'Aisne est un  cours d'eau naturel navigable de 256 km de longueur, traversant les cinq départements Meuse, Marne, Ardennes, Aisne, Oise. Elle est un affluent de rive gauche de l'Oise, ce qui fait d'elle un sous-affluent de la Seine. 
La rivière Hardillon, d'une longueur de 16 km, prend sa source dans la commune de Foucaucourt-sur-Thabas et se jette dans l'Aisne à Villers-en-Argonne, après avoir traversé cinq communes. 

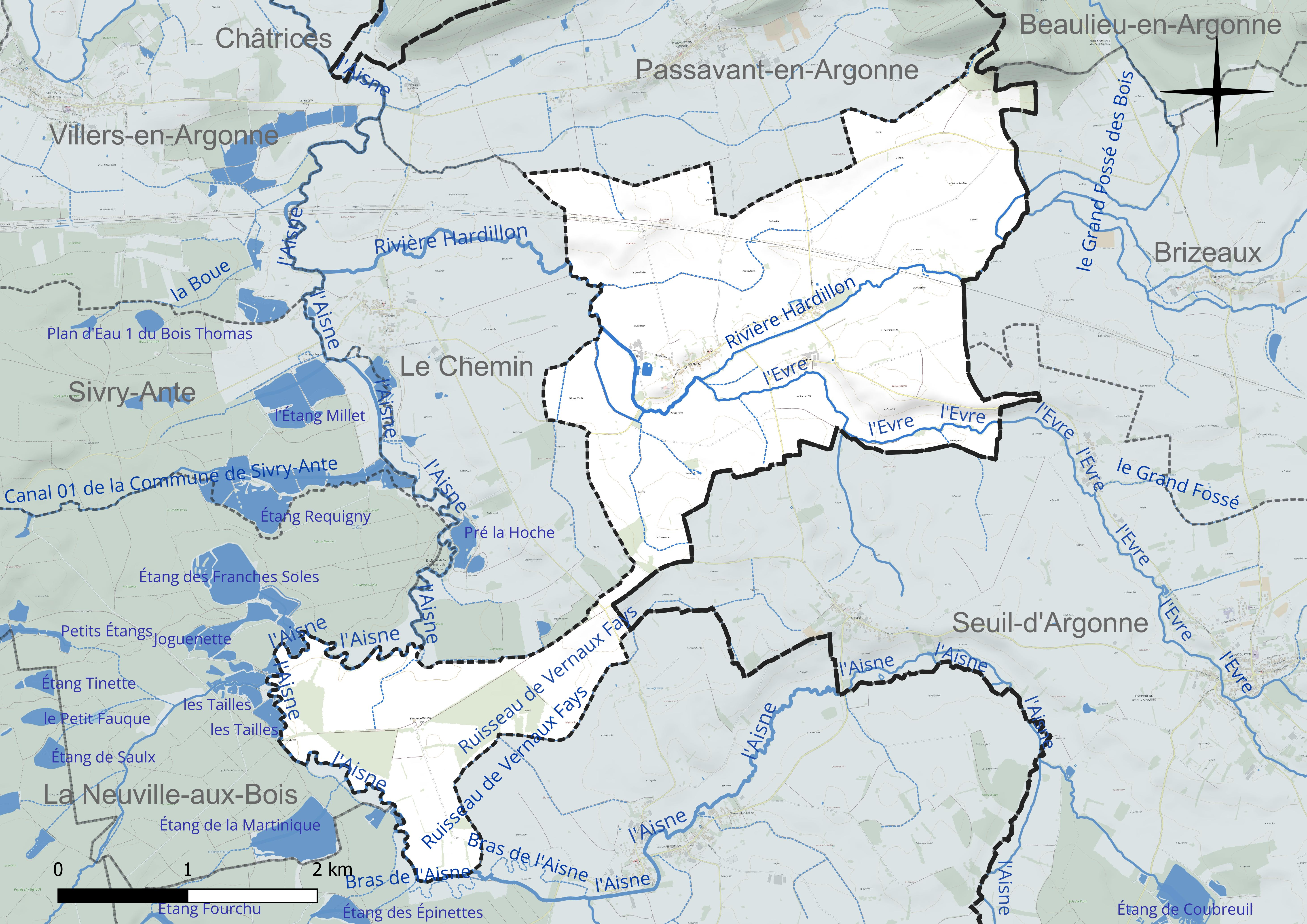
Réseau hydrographique d'Éclaires.

L'Èvre, d'une longueur de 14 km, prend sa source dans la commune de Èvres et se jette dans la rivière Hardillon sur la commune, après avoir traversé trois communes. 

### Climat
Pour des articles plus généraux, voir Climat du Grand Est et Climat de la Marne.
En 2010, le climat de la commune est de type climat de montagne, selon une étude du Centre national de la recherche scientifique s'appuyant sur une série de données couvrant la période 1971-2000. En 2020, Météo-France publie une typologie des climats de la France métropolitaine dans laquelle la commune est exposée à un climat océanique altéré et est dans une zone de transition entre les régions climatiques « Nord-est du bassin Parisien » et « Lorraine, plateau de Langres, Morvan ». 
Pour la période 1971-2000, la température annuelle moyenne est de 9,9 °C, avec une amplitude thermique annuelle de 15,9 °C. Le cumul annuel moyen de précipitations est de 931 mm, avec 13,8 jours de précipitations en janvier et 9,3 jours en juillet. Pour la période 1991-2020, la température moyenne annuelle observée sur la station météorologique de Météo-France la plus proche, « Triaucourt_sapc », sur la commune de Seuil-d'Argonne à 5 km à vol d'oiseau, est de 11,0 °C et le cumul annuel moyen de précipitations est de 796,7 mm. 
La température maximale relevée sur cette station est de 40,1 °C, atteinte le 25 juillet 2019 ; la température minimale est de −17,8 °C, atteinte le 20 décembre 2009,,. 
Les paramètres climatiques de la commune ont été estimés pour le milieu du siècle (2041-2070) selon différents scénarios d'émission de gaz à effet de serre à partir des nouvelles projections climatiques de référence DRIAS-2020. Ils sont consultables sur un site dédié publié par Météo-France en novembre 2022.

## Urbanisme

### Typologie
Au 1er janvier 2024, Éclaires est catégorisée commune rurale à habitat dispersé, selon la nouvelle grille communale de densité à sept niveaux définie par l'Insee en 2022.
Elle est située hors unité urbaine. Par ailleurs la commune fait partie de l'aire d'attraction de Sainte-Menehould, dont elle est une commune de la couronne,. Cette aire, qui regroupe 50 communes, est catégorisée dans les aires de moins de 50 000 habitants,.

### Occupation des sols
L'occupation des sols de la commune, telle qu'elle ressort de la base de données européenne d’occupation biophysique des sols Corine Land Cover (CLC), est marquée par l'importance des territoires agricoles (92 % en 2018), une proportion sensiblement équivalente à celle de 1990 (91,9 %). La répartition détaillée en 2018 est la suivante : 
prairies (66,7 %), terres arables (24,1 %), forêts (5,7 %), zones urbanisées (2,3 %), zones agricoles hétérogènes (1,2 %). L'évolution de l’occupation des sols de la commune et de ses infrastructures peut être observée sur les différentes représentations cartographiques du territoire : la carte de Cassini (XVIIIe siècle), la carte d'état-major (1820-1866) et les cartes ou photos aériennes de l'IGN pour la période actuelle (1950 à aujourd'hui).

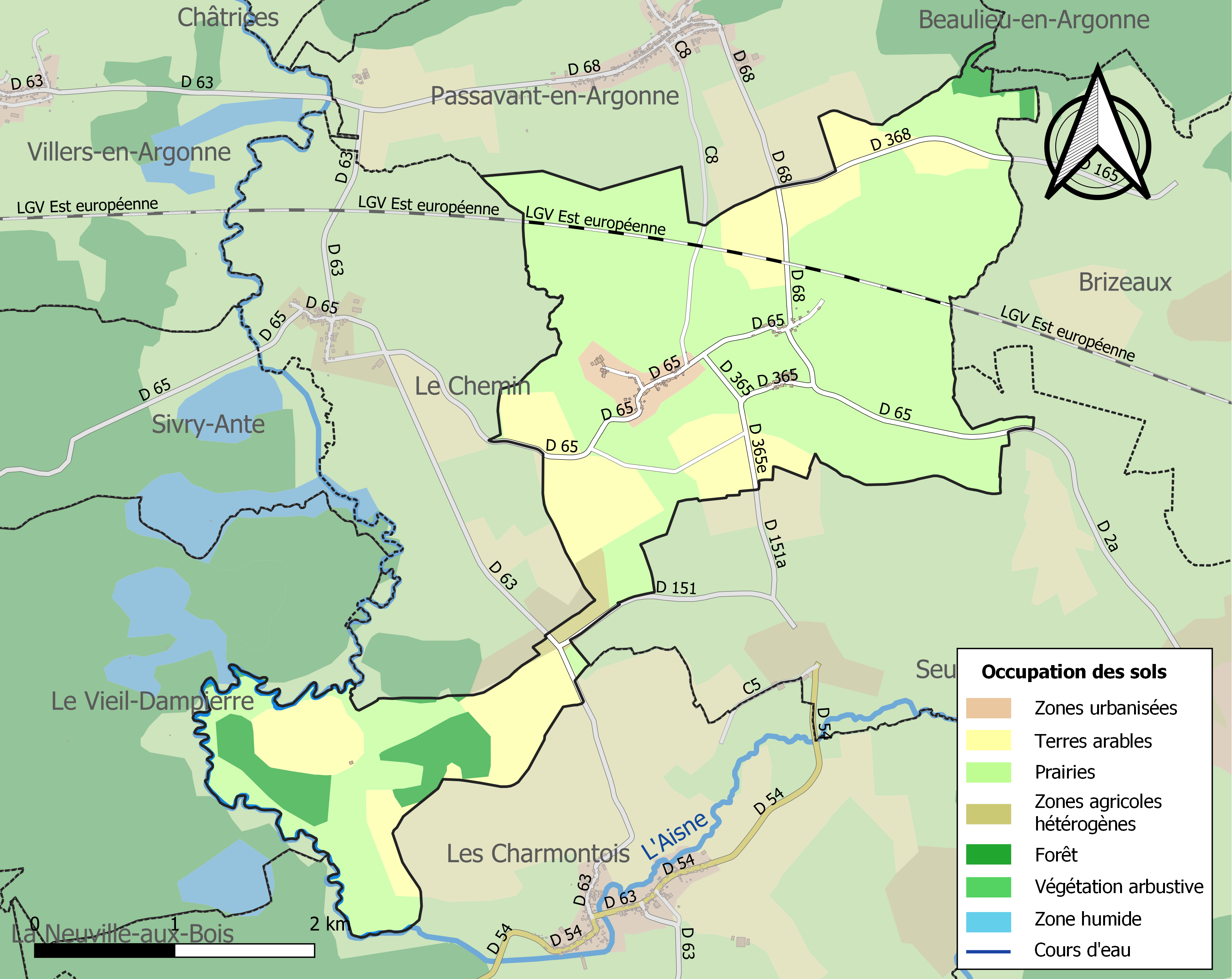
Carte des infrastructures et de l'occupation des sols de la commune en 2018 (CLC).

### Voies de communication et transports
La LGV Est européenne traverse la commune au nord du bourg. C'est sur le territoire d'Éclaires que la rame V150 du TGV Est a établi le record du monde sur rail le 3 avril 2007 au km 194 à la vitesse de 574.80 km/h (Le Journal de la Ligne, N° 5, de RFF).

## Toponymie
Le nom de la localité est attesté sous les formes : Escleræ (1154-1161) ; Escleres (vers 1165) ; Escleriæ (1190) ; Escleires (1212) ; Escleriæ (1220) ; Ecleriæ (1249) ; Esclariæ (1250) ; Escleirs (XIVe siècle) ; Escleres en Argonne (1420) ; Esclers (1502) ; Escleire (XVIe siècle).
Éclaires pourrait être pluriel de l'oïl esclaire « soupirail , lucarne », donc : « ( maisons ) à lucarnes ».
L'étymologie de Éclaires et Éclaron pourrait bien être commune et s'expliquer par la désignation de cette plante aromatique appelée communément la « toute-bonne ».

## Histoire
C'est sur la portion de la ligne à grande vitesse Est européenne traversant la commune qu'a été battu le  3 avril 2007 le record mondial de vitesse sur rail avec la vitesse de 574,8 km/h.

## Politique et administration
Par décret du 29 mars 2017, l'arrondissement de Sainte-Menehould est supprimée et la commune est intégrée le 31 mars 2017 à l'arrondissement de Châlons-en-Champagne.

### Intercommunalité
La commune, antérieurement membre de la communauté de communes de la Région de Givry-en-Argonne, est membre, depuis le 1er janvier 2014, de la CC de l'Argonne Champenoise.
En effet, conformément au schéma départemental de coopération intercommunale de la Marne du 15 décembre 2011, cette communauté de communes de l'Argonne Champenoise est issue de la fusion, au 1er janvier 2014,  de : 
- la communauté de communes du Canton de Ville-sur-Tourbe ;
- de la communauté de communes de la Région de Givry-en-Argonne ;
- et de la communauté de communes de la Région de Sainte-Menehould.

Les communes isolées de Cernay-en-Dormois, Les Charmontois, Herpont et Voilemont ont également rejoint l'Argonne Champenoise à sa création.

### Liste des maires
| Période                                  | Période                      | Identité         | Étiquette | Qualité |
| ---------------------------------------- | ---------------------------- | ---------------- | --------- | ------- |
| Les données manquantes sont à compléter. |                              |                  |           |         |
| mars 2001                                | 2014                         | Roger Person     |           |         |
| 2014                                     | En cours (au 4 juillet 2014) | Philippe Bouchez |           |         |

## Équipements et services publics

### Postes et télécommunications
Une boîte aux lettres de La Poste se trouve sur le territoire de la commune, Grande Rue. Le bureau de poste le plus proche est situé à Seuil-d'Argonne, dans la Meuse, à environ 5 km d'Éclaires. La commune partage toutefois le code postal du bureau de poste de Sainte-Menehould, à environ 12 km.

### Justice, sécurité et secours
Du point de vue judiciaire, Éclaires relève du conseil de prud'hommes, du tribunal de commerce, du tribunal judiciaire, du tribunal paritaire des baux ruraux et du tribunal pour enfants de Châlons-en-Champagne, dans le ressort de la cour d'appel de Reims. Pour le contentieux administratif, la commune dépend du tribunal administratif de Châlons-en-Champagne et de la cour administrative d'appel de Nancy.
Éclaires est située en secteur Gendarmerie nationale et dépend de la brigade de Givry-en-Argonne.
En matière d'incendie et de secours, la caserne la plus proche est celle de Givry-en-Argonne, rattachée au Service départemental d'incendie et de secours (SDIS) de la Marne. 

## Démographie
L'évolution du nombre d'habitants est connue à travers les recensements de la population effectués dans la commune depuis 1793. Pour les communes de moins de 10 000 habitants, une enquête de recensement portant sur toute la population est réalisée tous les cinq ans, les populations de référence des années intermédiaires étant quant à elles estimées par interpolation ou extrapolation. Pour la commune, le premier recensement exhaustif entrant dans le cadre du nouveau dispositif a été réalisé en 2007.

En 2022, la commune comptait 86 habitants, en évolution de −8,51 % par rapport à 2016 (Marne : −1,19 %, France hors Mayotte : +2,11 %).
| 1793 | 1800 | 1806 | 1821 | 1831 | 1836 | 1841 | 1846 | 1851 |
| ---- | ---- | ---- | ---- | ---- | ---- | ---- | ---- | ---- |
| 455  | 413  | 445  | 459  | 446  | 451  | 471  | 465  | 446  |

| 1856 | 1861 | 1866 | 1872 | 1876 | 1881 | 1886 | 1891 | 1896 |
| ---- | ---- | ---- | ---- | ---- | ---- | ---- | ---- | ---- |
| 405  | 416  | 349  | 325  | 329  | 350  | 328  | 311  | 273  |

| 1901 | 1906 | 1911 | 1921 | 1926 | 1931 | 1936 | 1946 | 1954 |
| ---- | ---- | ---- | ---- | ---- | ---- | ---- | ---- | ---- |
| 261  | 233  | 236  | 193  | 177  | 169  | 156  | 176  | 148  |

| 1962 | 1968 | 1975 | 1982 | 1990 | 1999 | 2006 | 2007 | 2012 |
| ---- | ---- | ---- | ---- | ---- | ---- | ---- | ---- | ---- |
| 121  | 90   | 71   | 80   | 72   | 79   | 87   | 88   | 96   |

| 2017 | 2022 | - | - | - | - | - | - | - |
| ---- | ---- | - | - | - | - | - | - | - |
| 96   | 86   | - | - | - | - | - | - | - |

## Sources